# نهر أن
نهر أن هو نهر قصير يقع في الجزيرة الجنوبية (نيوزيلندا) نيوزيلندا.
يتدفق النهر من بحيرة أينيس ومنه إلى البحر على الساحل الجنوبي الجزيرة الجنوبية (نيوزيلندا) يمكن الوصول إلى النهر سيرا على الأقدام عبر مسار الساحل الجنوبي الذي يعبرها عبر جسر معلق 